# 棚屋
棚屋（たなや）は、高床建物（高床住居）の一種である。

## 概要
建築学上の術語としての「棚」は、根太（ねだ/ねた）によって支持された床を意味する。例えば「両重棚」は二階建ての高床建物を意味する。高床建物の表現には「棚」のほかに「柵」「桟」「巣」「闌」がある。

### 柵
「柵」は本来は柱を中心にした床下構造体の一種を意味する。『嶺外代答』二巻の海外黎蛮には柵屋に関する記述がある。

### 桟
「桟」はもともと竹を編んで作られた床板を意味する。

## 香港の棚屋
ランタオ島には棚屋と呼ばれる漁民等が生活する水上家屋が多数存在する。香港島でもかつては多数の水上居民が棚屋で生活していたが都市の発展とともに陸地に移り住むようになった。

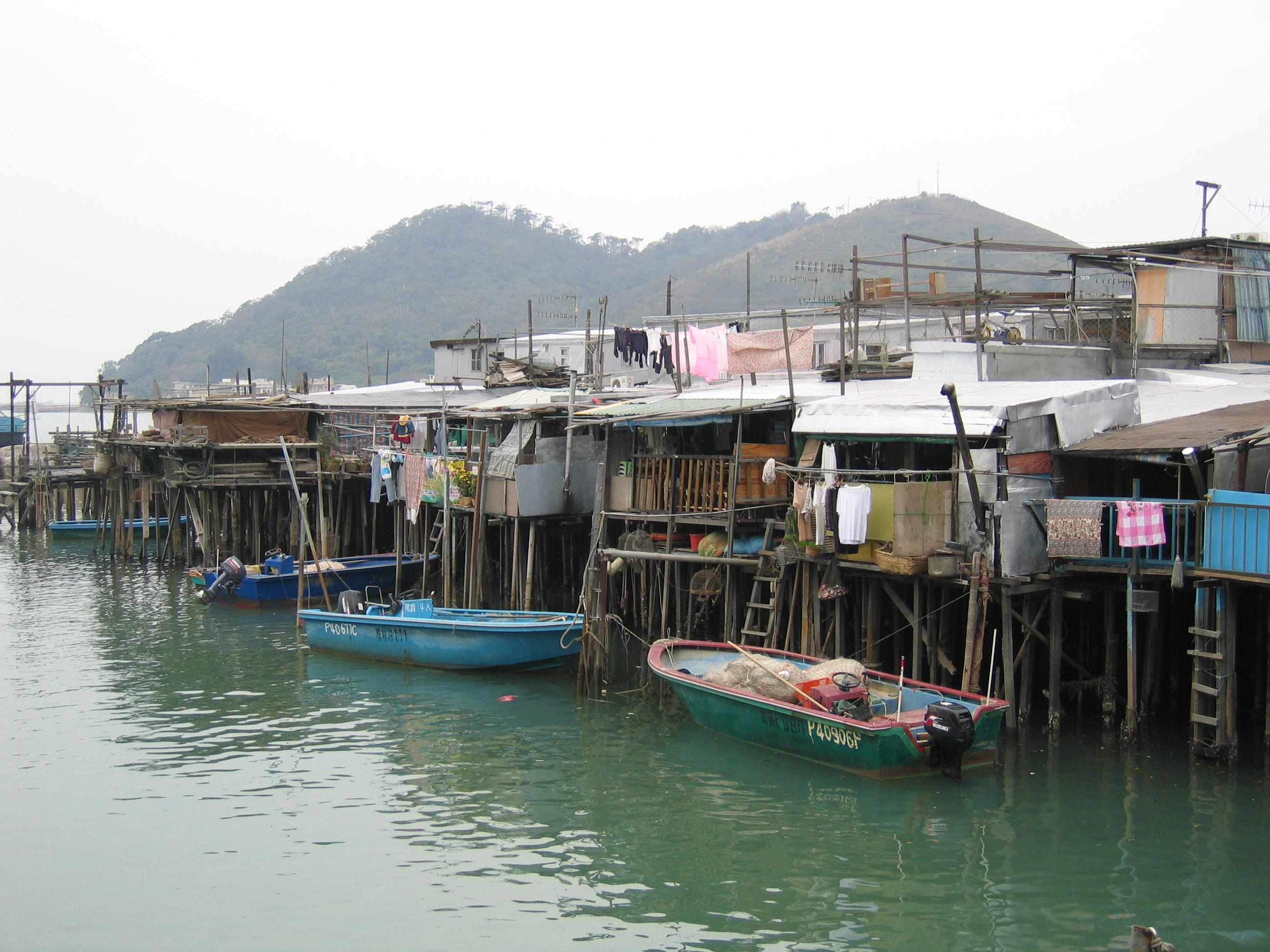
ランタオ島大澳の棚屋
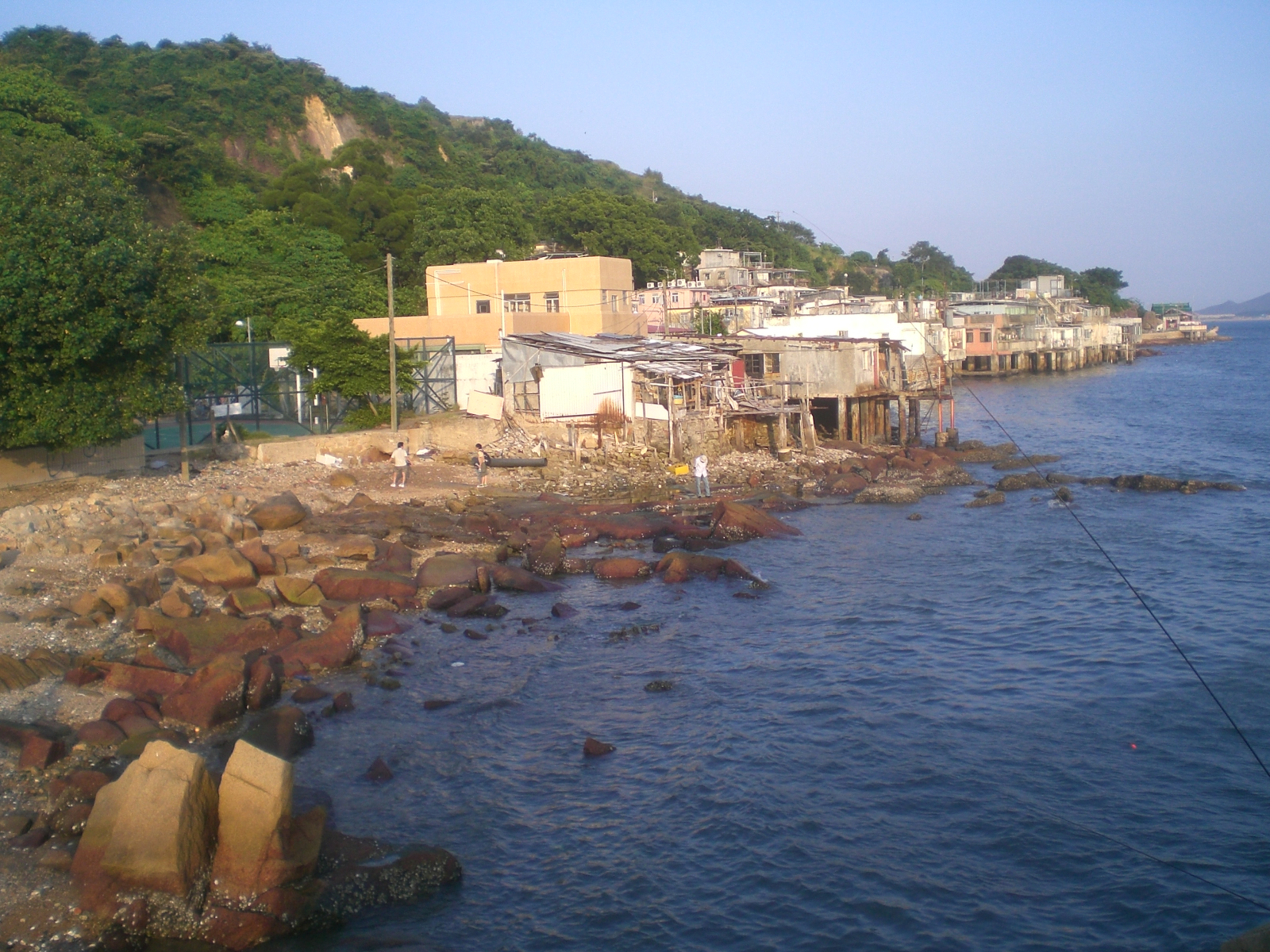
鯉魚門の棚屋
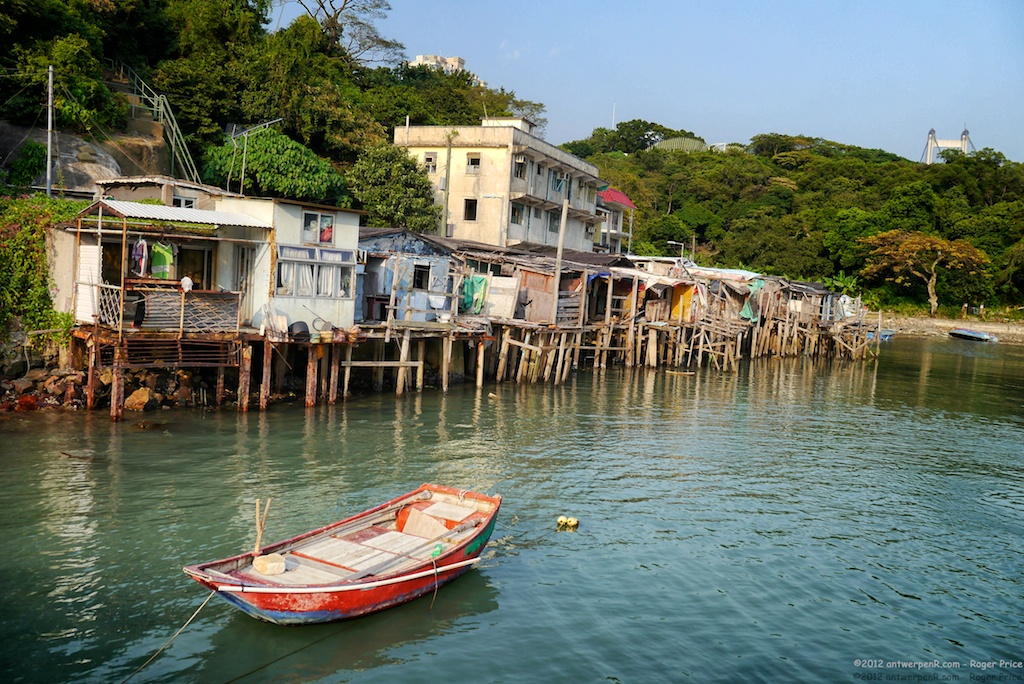
荃湾区馬湾の棚屋